# Broomfield (Essex)
Broomfield – wieś w Anglii, w hrabstwie Essex, w dystrykcie Chelmsford. Leży 4 km na północ od miasta Chelmsford i 51 km na północny wschód od Londynu.